# ادريانو ألفيس دا كروز
ادريانو ألفيس دا كروز (بالبرتغالية: Adriano Alves da Cruz‏) هو لاعب كرة قدم برازيلي في مركز الدفاع، ولد في 27 أغسطس 1974. لعب مع ستاندارد لييج.